# Maxreuth
Maxreuth ist ein Gemeindeteil der Stadt Münchberg im Landkreis Hof (Oberfranken, Bayern). Maxreuth liegt in der Gemarkung Poppenreuth.

## Geografie
Das Dorf ist als Streusiedlung angelegt worden. Es ist allseits von Acker- und Grünland umgeben. Die meisten Anwesen liegen an einer Gemeindeverbindungsstraße, die nach Hildbrandsgrün zur Kreisstraße HO 24 (1,5 km nordöstlich) bzw. nach Ahornis verläuft (1,3 km südwestlich). Die südlichen Anwesen liegen am Gemeindebach, einem rechten Zufluss des Enziusbaches.

## Geschichte
Maxreuth wurde 1817 auf dem Gemeindegebiet von Wüstenselbitz angelegt. 1848 kam Maxreuth an die neu gebildete Ruralgemeinde Poppenreuth. Im Zuge der Gebietsreform in Bayern wurde Maxreuth am 1. Juli 1972 nach Münchberg eingemeindet.

### Einwohnerentwicklung
| Jahr      | 1820  | 1861  | 1871  | 1885   | 1900   | 1925   | 1950   | 1961   | 1970   | 1987  |
| Einwohner | 44    | 110   | 113   | 95     | 80     | 85     | 79     | 73     | 76     | 58    |
| Häuser    |       |       |       | 12     | 14     | 15     | 15     | 18     |        | 20    |
| Quelle    | [ 5 ] | [ 8 ] | [ 9 ] | [ 10 ] | [ 11 ] | [ 12 ] | [ 13 ] | [ 14 ] | [ 15 ] | [ 1 ] |

## Religion
Maxreuth war ursprünglich nach St. Peter und Paul (Münchberg) gepfarrt und evangelisch-lutherisch geprägt. Seit den 1930er Jahren gehört der Ort zur Pfarrei Ahornis.